# Барт, Александр Павлович
Александр Павлович Барт (1868, Смоленск — 1920, Крым) — служащий казённой палаты министерства финансов Российской империи и Русского государства П. Н. Врангеля. Министр финансов во втором Крымском краевом правительстве.

## Биография
В 1891 году окончил юридический факультет Московского университета с дипломом первой степени и был командирован в распоряжение прокурора Московского окружного суда. С 1893 года был назначен исполнять должность податного инспектора Тарусского уезда в Калужской губернии. С 1904 года был управляющим Тобольской казённой палатой. Был отмечен орденом Св. Станислава 3-й степени и орденом Св. Анны 2-й степени (1909); со 2 апреля 1906 года — статский советник.
Затем состоял в должности управляющего Ярославской казённой палатой. В 1916 году переведён на ту же должность в казённую палату Симферополя. Являлся членом Таврической учёной архивной комиссии.
В марте 1918 года был избран служащими Таврической казённой палаты делегатом на Всероссийский съезд казённых палат. При формировании крымского правительства М. А. Сулькевича отказался войти в состав правительства. Вошёл в крымское правительство следующего состава (С. С. Крыма) министром финансов.
Вместе с семьёй на борту греческого судна «Надежда» покинул Крым 15 апреля 1919 года. Жил в Париже. Предложение работать в «Русском международном банке» не принял и в сентябре 1919 года вернулся в Крым; вступил в должность управляющего казённой палатой.
Князь В.А.Оболенский вспоминает о разговоре со Бартом: "Я решил остаться, так как ехать некуда. Нужно смотреть прямо в глаза действительности: борьба кончилась и большевистская власть укрепилась надолго. Это тяжело, но что же делать, нужно как-то приспособляться. К тому же я почти уверен, что мне лично никакой опасности не угрожает. Ведь уже прошлый раз большевики в Крыму никого почти не казнили, а теперь, окончательно победив своих противников, они захотят показать себя милостивыми. Все это я обсудил и бесповоротно решил остаться в Симферополе".
При эвакуации войск генерала П. Н. Врангеля остался в Крыму. В ходе Красного террора в Крыму 27 ноября 1920 года был арестован и вскоре расстрелян.

## Семья
Жена — Софья Алексеевна Бахрушина (1868 — ?);
- дочери — Наталия (10.08.1893 — ?), Екатерина (28.09.1894 — ?).